# Commission d'enquête sur le processus de nomination des juges du Québec
Pour les articles homonymes, voir Bastarache.

Logo de la commission d'enquête

La Commission d’enquête sur le processus de nomination des juges de la Cour du Québec, des cours municipales et des membres du Tribunal administratif du Québec (aussi appelée « la commission Bastarache », du nom de son commissaire) est une commission d'enquête publique québécoise instituée le 14 avril 2010.
La création de la commission fait suite à des allégations de l'ancien ministre de la Justice, Me Marc Bellemare, qui ont trait à l'influence qu’auraient exercée certaines personnes liées au financement du Parti libéral du Québec, dans le processus de nomination des juges, alors qu'il était en poste de 2003 à 2004 dans le gouvernement Charest.
La commission est présidée par l'ancien juge puîné de la Cour suprême du Canada, Me Michel Bastarache.

## Allégations de Marc Bellemare et création de la commission
Le 15 mars 2010, Marc Bellemare porte ses premières allégations lors d’une entrevue radiophonique à la station FM93 de Québec, n’impliquant pas les juges ou le système judiciaire, il y va de propos généraux à l’égard du gouvernement Charest et du Parti libéral du Québec. Il déclare notamment que « toute l’industrie de la construction cotise de façon significative aux coffres du Parti libéral du Québec ». Le leader parlementaire de l'époque Jacques P. Dupuis répondra à ces accusations en suggérant à Me Bellemare « d’aller à la police » s’il notait des irrégularités et que le gouvernement « ne [tolérerait] pas que des gestes illégaux soient commis. »
Le Directeur général des élections du Québec (DGE) pour sa part décide d'enclencher un processus de vérification et, le 18 mars, il convoque Me Bellemare à venir témoigner. Ce dernier refuse de comparaitre en critiquant la « façon très précise, très sectorielle d'enquêter » du DGE et son impossibilité de lui garantir l'immunité lors de son témoignage. De plus, il invoque le fait que son serment ministériel lui interdit de parler plus en détail de tout ce qui est lié à son travail de ministre. Il précise qu'il parlera exclusivement devant une commission d'enquête sur l'industrie de la construction.
Le 14 avril, à la suite de fortes pressions de l'opposition et de l'opinion publique pour la création d'une commission d'enquête sur le financement des partis et l'industrie de la construction, le premier ministre Jean Charest annonce la création d'une commission d'enquête dirigée par le juge Michel Bastarache dont le mandat se résumera à faire la lumière sur les allégations de Me Marc Bellemare liées au processus de nomination des juges. Le même jour, le premier ministre intente une poursuite en dommage et intérêts de 700 000 $ contre son ancien ministre de la Justice qui refuse de retirer ses allégations de trafic d'influence.
Le 10 mai de la même année, l'avocat Me Pierre Cimon est nommé procureur principal de la commission. À la suite de cette nomination, Marc Bellemare remet en doute la crédibilité de la commission étant donné que son procureur principal est, selon des informations découvertes par Le Devoir, un contributeur du Parti libéral du Québec. À ce sujet, Marc Bellemare déclare : « Je trouve que c'est d'une maladresse inqualifiable que de nommer un procureur en chef qui a contribué récemment, à l'époque pertinente d'ailleurs, à la caisse du PLQ. C'est inacceptable. Ça veut dire que c'est un partisan libéral. » À la suite de ces déclarations, Me Pierre Cimon décide de démissionner dans le but « d'éviter toute remise en cause de l'impartialité de la commission Bastarache et pour assurer la sérénité des procédures ». À la suite de cette démission, Me Giuseppe Battista devient procureur en chef de la commission étant donné qu'il devait agir à titre d'adjoint de Me Cimon. Il sera à la tête de l'équipe d'avocat qui procèderont aux interrogatoires des témoins.
Malgré les protestations de Marc Bellemare, la commission commence ses travaux le  14 juin 2010 en entendant les demandes de statut de participants. Me Bellemare ne lâchera toutefois pas prise et tentera tout l'été de faire arrêter la commission ou de se soustraire de son obligation à y témoigner. Cependant, le gouvernement Charest lèvera le serment ministériel de Marc Bellemare et ce dernier obtiendra la garantie que son témoignage sera rendu public par la télévision. Devant cet état de fait, le principal témoin accepte de se présenter à la commission.

## Contexte politique autour de la commission d'enquête
À partir du début de l'année 2010, plusieurs événements ont fait réclamer par plusieurs une commission d'enquête sur le milieu politique québécois. En mars, l'émission Enquête de Radio-Canada allègue qu'il règne sur les chantiers de construction québécois un climat de terreur et d'intimidation. À la suite de ce reportage, plusieurs personnes, dont les deux partis d'opposition réclament une enquête publique sur le milieu de la construction québécois. Du même souffle, le Parti québécois affirme que le Parti libéral refuse de créer la commission d'enquête réclamée car cela nuirait aux entreprises qui financent le parti au pouvoir. Pauline Marois déclare à ce sujet :  « Je pose la question : est-ce possible que Jean Charest hésite de mordre la main qui le nourrit ? Est-ce que ça expliquerait pourquoi le premier ministre refuse de déclencher une enquête publique sur la construction? » À la suite de ces déclarations, Me Marc Bellemare, ancien ministre de la Justice du Québec, sort dans les médias pour dire que le Parti libéral est lié aux entrepreneurs qui forment la FTQ et que c'est pour cette raison que le gouvernement refuse de se plier à la volonté de l'opposition et de la population. Il ajoute aussi, le 18 mars, que le premier ministre était au courant qu'il y avait des irrégularités dans le financement de son parti. Le 13 avril, l'ancien ministre de la Justice fait deux allégations dans le cadre d'une entrevue téléphonique avec le journaliste Alain Gravel. Dans un premier temps, il affirme qu'il a été témoin d'échanges d'argent comptant entre un collecteur de fond du parti lié au milieu de la construction et un employé permanent du parti. Dans un deuxième temps, il déclare qu'il a subi des pressions de collecteurs de fond du parti Libéral pour qu'il nomme certaines personnes à des positions sur lesquelles il pouvait influer. Parmi ces postes, il reconnaît avoir dû nommer des juges sous ces pressions indues. À la suite de ces révélations, le gouvernement Charest annonce la création d'une commission d'enquête sur le processus de nomination de juges. Le libellé du mandat de la commission fait directement référence aux allégations de Marc Bellemare.
À la suite de cette annonce, tous les partis d'opposition réclament un élargissement du mandat de la commission. Ils jugent tous que l'influence des collecteurs de fonds du Parti libéral va au-delà du processus de nomination des juges. 
Pour pouvoir intervenir dans le débat, le Parti québécois fera aussi une demande pour figurer parmi les participants officiels de la commission d'enquête sur le processus de nomination des juges. Elle justifie cette demande en disant qu'elle a un rôle de surveillance des actions du gouvernement et qu'il est donc de son ressort de participer à la commission. Cette demande sera refusée par le commissaire Bastarache. Il justifiera son refus par le fait que l'opposition officielle à l'Assemblée nationale ne voit pas ses intérêts remis en cause et qu'elle pourra profiter de la tribune parlementaire pour se faire entendre.

## La Commission d’enquête

### Mandat de la commission
Le mandat de la commission d'enquête menée par Michel Bastarache est défini ainsi selon le décret 322-2010 adopté le 14 avril 2010 par le gouvernement du Québec :

« IL EST ORDONNÉ, sur la recommandation de la ministre de la Justice et Procureure générale : 
QUE, conformément à l’article 1 de la Loi sur les commissions d’enquête (L.R.Q., c. C-37), soit constituée une commission d’enquête dont le mandat est le suivant :
1.enquêter sur les allégations formulées par Me Marc Bellemare concernant le processus de nomination des juges de la Cour du Québec, notamment au regard de l’influence qu’auraient exercée de tierces personnes dans ce processus, ainsi que sur le processus de nomination des juges des cours municipales et des membres du Tribunal administratif du Québec;
2.formuler, le cas échéant, des recommandations au gouvernement sur d’éventuelles modifications à apporter au processus de nomination de ces juges et de ces membres.
QUE Me Michel Bastarache, avocat conseil, Heenan Blaikie, soit nommé commissaire afin de conduire cette enquête et que celle-ci soit menée à Québec. »

Tout au long des audiences, le commissaire a rappelé aux différents avocats qui procédaient aux interrogatoires et contre-interrogatoires de s'en tenir à des questions concernant le mandat spécifique de la commission, à savoir, le processus de nomination des juges. Plus particulièrement, il est intervenu plusieurs fois en rappelant que le financement du Parti libéral ne tombait pas dans le mandat et qu'il ne permettrait pas que cela soit discuté à la commission.

### Déroulement des audiences

#### Demandes de statut formulées à l'ouverture de la commission
Toutes personnes intéressées pouvaient demander le statut d'intervenant ou de participants à la commission, afin notamment de pouvoir interroger les témoins. Douze personnes ou organisations ont fait la demande lors de l'ouverture et six ont été acceptés,. Durant les audiences de la commission, Marc Bellemare a fait une demande, avec succès, pour être participant.
| Participants                        | Représentant                            |
| ----------------------------------- | --------------------------------------- |
| Le gouvernement du Québec           | Me Suzanne Côté                         |
| L’Honorable Jean Charest            | Me André Ryan                           |
| La Conférence des juges du Québec   | Me Chantal Châtelain et Me Michel Jolin |
| Le Tribunal administratif du Québec | Me Jean-Claude Hébert                   |
| Le Barreau du Québec                | Me Pierre Bourque                       |
| Le Parti libéral du Québec          | Me André Dugas                          |
| Me Marc Bellemare                   | Me Rénald Beaudry                       |

#### Liste des témoins
Tout au long de la commission, plusieurs témoins ont été interrogés sur les événements entourant les pressions indues qu'aurait subies Me Bellemare alors qu'il était ministre de la Justice du Québec. Certains témoignages n'ont duré que quelques minutes alors que d'autres se sont étendus sur plusieurs journées.  
| Témoin                | Dates de comparution                     | Témoin                   | Dates de comparution | Témoin                  | Dates de comparution |
| --------------------- | ---------------------------------------- | ------------------------ | -------------------- | ----------------------- | -------------------- |
| Me Marc Bellemare     | 24, 25, 30, 31 août, 1er et 16 septembre | Me Louis Dionne          | 14 septembre         | Me Suzanne Comtois      | 28 septembre         |
| Me Andrée Giguère     | 7 septembre                              | M. Luc Brazeau           | 15 septembre         | Mme Marie-France Rivard | 28 septembre         |
| Me Pierre Legendre    | 7 septembre                              | Mme Violette Trépanier   | 16 septembre         | Mme Mélanie Boyer       | 28 septembre         |
| Mme Nicole Breton     | 7 septembre                              | M. Marcel Leblanc        | 16 septembre         | M. Marcel Leblanc       | 28 septembre         |
| M. Yves Pleau         | 8 septembre                              | Me Georges Lalande       | 20 et 21 septembre   | Me Jacques Forgues      | 28 septembre         |
| M. André Dicaire      | 8 septembre                              | M. Guy Bisson            | 20 septembre         | Mme Gisèle Pagé         | 28 septembre         |
| M. Gérard Bibeau      | 8 septembre                              | Norman MacMillan         | 21 septembre         | Me Marc Sauvé           | 29 septembre         |
| Mme Huguette St-Louis | 9 septembre                              | Michel Després           | 21 septembre         | Me André Brochu         | 29 septembre         |
| Me Madeleine Lemieux  | 9 septembre                              | Charles Rondeau          | 21 et 22 septembre   | M. Pierre Paquin        | 29 septembre         |
| Me Gérald Soulière    | 9 septembre                              | M. Franco Fava           | 22 et 23 septembre   | M. Jacques P. Dupuis    | 29 septembre         |
| M. Jacques Tétrault   | 13 septembre                             | L'honorable Jean Charest | 23 et 24 septembre   | Kathleen Weil           | 30 septembre         |
| M. Michel Gagnon      | 13 septembre                             | Stéphane Bertrand        | 27 septembre         | M. Paul Bégin           | 1er octobre          |
| Me Michel Bouchard    | 13 et 14 septembre                       | Chantal Landry           | 27 septembre         | Me Linda Goupil         | 7 octobre            |

#### Interrogatoire de Marc Bellemare (24, 25, 30 et 31 août,1erseptembre)
Étant directement cité dans le mandat de la commission et s'étant résolu à témoigner à la commission, Me Marc Bellemare est la première personne à se présenter devant le procureur en chef de la commission, Me Giussepe Battista. Avant d'entrer dans la salle d'audience, Me Bellemare lit une déclaration dans laquelle il affirme avoir compris le désir des Québécois d'entendre la vérité et qu'il voulait qu'il saisissent le sérieux de ses affirmations. Au début du témoignage de l'ancien ministre libéral, Me Battista doit poser des questions à l'aveugle car Me Bellemare a refusé de se soumettre à une entrevue préalable avec les procureurs de la commission. De plus, l'ex-politicien n'a gardé aucun document officiel justifiant les allégations qu'il fait. Le seul document que celui-ci a pu fournir est le revers cartonné d'une tablette de papier où il aurait fait des annotations dans les jours suivant sa démission. 
Au cours de la première journée de son témoignage, Marc Bellemare clarifie ses allégations concernant le processus de nomination des juges. Il affirme qu'au cours de son mandat comme ministre de la Justice du Québec (du 14 avril 2003 au 27 avril 2004), il aurait subi une pression indue lors du processus de nomination de trois juges. Selon ses dires, les collecteurs de fonds du Parti libéral Charles Rondeau et Franco Fava l'auraient contacté à plusieurs reprises au cours de l'été 2003 pour qu'il fasse accéder à la magistrature Marc Bisson et Michel Simard. Lorsqu'il se serait plaint au premier ministre Charest de ces fortes pressions dans une rencontre le 2 septembre 2003, celui-ci aurait répondu, selon les affirmations de Me Bellemare : « Franco Fava est un ami personnel, c'est un collecteur influent du parti. On a besoin de ces gars-là : il faut les écouter. C'est un professionnel du financement. S'il te dit de nommer Bisson et Simard, nomme-les ». Il affirme aussi que Franco Fava aurait recommencé à faire des pressions en décembre 2003 ou janvier 2004 pour qu'il nomme Line Gosselin-Després, une parente du député et ministre libéral Michel Després, à la Chambre de la jeunesse. Dans une autre rencontre avec le premier ministre, le chef du gouvernement lui aurait répondu que la question avait déjà été réglée et qu'il fallait écouter M. Fava. Il spécifie aussi que ses allégations de trafic d'influence ne concernent que les nominations de ces trois juges et non de l'ensemble des nominations qu'il a faites au cours de son mandat. Il fait aussi remarquer que les trois nominations en question ne sont pas illégales car elles ont toutes été faites dans le respect des procédures mais qu'il juge inappropriées les pressions qui ont été faites sur lui et le cautionnement de celles-ci par le premier ministre. 
À l'issue de cette première journée de témoignage, Jean Charest convoque une conférence de presse dans laquelle il dément les affirmations de son ancien ministre. Il déclare qu'il n'a jamais discuté de pressions indues dans le processus de nomination des juges avec Marc Bellemare et nie catégoriquement de lui avoir dit de se plier aux demandes de Franco Fava ou de quiconque. Il rappelle aussi qu'il ira témoigner de bon cœur devant la commission. Cette conférence de presse va cependant à l'encontre des directives émises par le commissaire Bastarache lors du discours d'ouverture de la commission : « Ni les avocats, ni les participants et intervenants ne doivent discuter la preuve ou la crédibilité des témoins en dehors de la salle d’audience avant le dépôt du rapport; ceci est nécessaire pour assurer une procédure juste pour tous ceux qui sont impliqués. »
Au cours de sa deuxième journée de comparution, Marc Bellemare explique au procureur principal de la commission comment, le jour de sa démission, le premier ministre lui aurait dit qu'il ne devait pas parler de l'argent et de Franco Fava car il avait fait un serment ministériel qui l'empêchait de divulguer toute information qu'il a apprise dans ses fonctions. Il explique aussi pourquoi il a attendu six ans avant de faire ses allégations. 
Le 30 août 2010, les avocats des parties ayant reçu le statut de participant à la commission commencent les contre-interrogatoires. Me Suzanne Côté, la représentante du gouvernement québécois, débute en soulevant quelques contradictions dans le témoignage de Me Bellemare. D'abord, ce dernier doit admettre qu'il ne peut avoir su qu'une personne aurait des démêlés avec la commission Gomery avant que celle-ci ne soit instituée. De plus, Me Côté démontre que des enquêtes de sécurité ont été faites sur d'autres personnes que M. Bisson dans le processus qui a précédé sa nomination. Cela semblerait vouloir dire que le choix du juge Bisson n'était pas imposé puisque d'autres personnes auraient pu avoir le poste.
Le lendemain, les avocats Côté et Ryan continuent de contre-interroger Me Bellemare et tentent de soulever de nouvelles contradictions. Me Ryan essaye de faire dire à Marc Bellemare que Mme Chantal Landry n'était pas du tout liée au processus de nomination des juges. Le témoin refuse de se plier à cette affirmation et en rajoute : « M. Fava et M. Rondeau me disaient qu'ils avaient des rencontres hebdomadaires avec Mme Landry où ils déterminaient les nominations et l'allégeance. » Mme Landry deviendra par la suite une personnalité-clé de la commission, ce qui rendra son témoignage très attendu. Lors de cette journée, l'ex-ministre affirme aussi qu'il a dû parler des pressions qu'il subissait à son chef de cabinet, Michel Gagnon, ainsi qu'à son attaché de presse, Jacques Tétreault. Ces deux personnes seront appelées à la barre des témoins plus tard lors de la commission.
Au dernier jour de son contre-interrogatoire, Me Bellemare fait une demande pour obtenir le statut de participant à la commission d'enquête. Le commissaire Bastarache accorde ce statut et suspend les audiences jusqu'à la semaine suivante pour permettre à Me Rénald Beaudry, l'avocat de Marc Bellemare, de préparer ses interventions et de prendre connaissance des entrevues préliminaires qui ont été faites par le procureur en chef de la commission au cours de l'été. Ce nouveau statut du témoin Bellemare permet à son avocat de contre-interroger des témoins et d'en convoquer des nouveaux.

#### Interrogatoires effectués entre le 7 et le 16 septembre
À la suite du témoignage de Marc Bellemare, plusieurs de ses collaborateurs du temps où il était ministre de la Justice viendront témoigner devant le commissaire Bastarache. Ce sera, entre autres, le cas de Jacques Tétrault, attaché de presse de M. Bellemare, et de Michel Gagnon, chef de cabinet. Ces deux témoins affirmeront sous serment qu'ils n'ont jamais eu conscience d'un trafic d'influence pour la nomination d'un juge à la cour du Québec. À leur suite, deux sous-ministre ayant travaillé au ministère de la Justice entre avril 2003 et avril 2004 viendront soutenir les mêmes propos devant la commission.
Le 15 septembre, Me Batista convoque à la barre des témoins Luc Brazeau, un expert en datation et analyse de l'encre, pour venir discuter de l'authenticité des notes manuscrites produites par Me Bellemare lors de son témoignage. Finalement, cet expert viendra affirmer que les notes avaient été écrites avec plusieurs stylos différents et différents types d'encre mais il ne pourra pas affirmer ou infirmer les affirmations de Me Bellemare quant au moment de la rédaction de ces notes. Plusieurs analystes politiques qui s'attendaient à voir la version de Me Bellemare détruite par ce témoignage, qualifient le passage de Luc Brazeau de « pétard mouillé ».

## Conclusions et rapport de la commission

### Publication  du rapport
Le 17 janvier 2011, le commissaire Bastarache annonce la date à laquelle il rendra public son rapport. Il le remettra le 18 janvier au gouvernement, le rendra public le 19 janvier à 14h30 et le commentera devant les journalistes le lendemain. Du même souffle, le commissaire annonce qu'il a entendu la requête de Marc Bellemare pour avoir une copie du rapport avant qu'il soit rendu public mais qu'il ne pourra y accéder. Il dit avoir suggéré au gouvernement Charest de fournir une copie du rapport à Me Bellemare mais avoir obtenu une réponse négative : « Le gouvernement n'a pas jugé bon de donner suite à ma recommandation. » Marc Bellemare répond en accusant le gouvernement de ne pas lui permettre de préparer sa réponse : « Le refus du gouvernement de donner accès au rapport à toutes les parties montre bien, une fois de plus, le peu d'importance que le premier ministre Jean Charest accorde à un des principes fondamentaux de notre système judiciaire, qui est celui de l'équité. »
Le rapport final de la Commission, présenté au grand public le mercredi 19 janvier, conclut que Marc Bellemare n'a pas subi de « pressions colossales » pour la nomination de juges, comme il l'avait soutenu. La Commission estime toutefois que le processus de nomination des juges est « perméable » à des influences de toutes sortes et formule 46 recommandations pour corriger la situation.